# Ancylastrum cumingianus
Ancylastrum cumingianus е вид коремоного от семейство Planorbidae. Видът е критично застрашен от изчезване.

## Разпространение
Разпространен е в Австралия.